# Иванов, Андрей Евгеньевич
Андре́й Евге́ньевич Ивано́в (6 апреля 1967, Москва — 19 мая 2009, Москва) — советский и российский футболист, защитник. Мастер спорта (1990). Известен по выступлениям за московский «Спартак» в 1980—1990-х. Игрок сборных СССР, СНГ и России. В составе сборной СНГ участвовал в чемпионате Европы 1992 года.

## Карьера
В 1993 году Андрей Иванов сыграл за сборную России в 10 матчах из 12. В ноябре 1993 года он стал одним из 14-ти игроков сборной, подписавшихся под открытым письмом на имя советника президента России по спорту Шамиля Тарпищева с требованием об отставке главного тренера Павла Садырина. В начале 1994 года в числе семи футболистов отказался от своей подписи, с решением вернуться в сборную перед чемпионатом мира в США, однако больше в главную команду России его не вызывали.
В 1997 заключил контракт с «Тиролем», в котором ему помогал осваиваться Станислав Черчесов.
После завершения карьеры в 2000 году чувствовал себя невостребованным. Начал злоупотреблять алкоголем. Недолго работал в Москомспорте. Затем работал охранником в магазине и школе, откуда его уволили за пьянство.
Своё единственное после завершения карьеры интервью дал в 2008 году газете «Спорт-Экспресс». Незадолго до интервью кадры с Ивановым в неприглядном виде попали в эфир «Программа максимум» телеканала НТВ и вызвали большой скандал.
Скоропостижно скончался 19 мая 2009 года от пневмонии, вызванной пьянством.
21 мая 2009 года похоронен на Перепечинском кладбище.

## Достижения

### Командные
Чемпионат СССР по футболу
- Чемпион: 1989

Чемпионат России по футболу
- Чемпион: 1992, 1993
- Серебряный призёр: 1994
- Бронзовый призёр: 1995

Кубок СССР по футболу
- Обладатель: 1991/92

Кубок чемпионов Содружества
- Обладатель: 1993 (3 игры)

### Личные
- В списке 33-х лучших футболистов России (2): № 1 — 1993; № 3 — 1992
- Лучший левый защитник чемпионата России по оценкам «Спорт-Экспресс»: 1993 (средняя оценка 5,90)

## Личная жизнь
Иванов был женат. Сын Иван родился в 1996 году. Когда Андрей начал злоупотреблять алкоголем, супруга Наталья пыталась с этим бороться, но безуспешно. В 2000 году они развелись.